# Георгій Дерменджиєв
Георгій Дерменджиєв (болг. Георги Дерменджиев, нар. 4 січня 1955, Пловдив) — болгарський футболіст, що грав на позиції захисника. По завершенні ігрової кар'єри — тренер.
Найбільш відомий як тренер «Лудогорця», з яким став чотириразовим чемпіоном Болгарії та дворазовим володарем Суперкубка Болгарії. Також очолював національну збірну Болгарії.

## Ігрова кар'єра
У дорослому футболі дебютував 1976 року виступами за команду «Славія» (Софія), в якій провів чотири сезони, взявши участь у 66 матчах чемпіонату. У сезоні 1979/80 років виграв із командою Кубок Болгарії, а також переможцем своєї групи Кубка Інтертото 1977 року та фіналістом Балканського кубка того ж року.
1980 року перейшов до клубу «Янтра» (Габрово), за який відіграв 7 сезонів. Більшість часу, проведеного у складі У складі, був основним гравцем команди. Завершив кар'єру футболіста виступами за команду «Спартак» (Пловдив) у 1990 році.

## Кар'єра тренера
По звершенні ігрової кар'єри Георгій залишився у «Спартаку» (Пловдив), де став працювати у структурі клубу. У сезоні 1995/96 у клубу виникли проблеми, ьагато основних гравців перейшли до інших команд, пішов і головний тренер Драмов. Його замінив його помічник Георгій Дерменджиєв, якому не вдалося зібрати сильну команду. Під час того сезону пловдивська команда зазнала найбільшої поразки у своїй історії в елітному чемпіонаті – 1:8 на виїзді проти «Спартака» (Варна). Вони очікувано фінішували на останньому 16-му місці та вилетіли до Групи Б.
1999 року Дерменджиєв став помічником Фераріо Спасова у «Літексі». У наступні роки залишався у тренерському штабі і за його наступників до 2008 року. За цей час виграв з командою Кубок Болгарії у сезонах 2000/01 та 2003/04 як асистент. Крім того, 31 жовтня 2004 року, коли чергового головного тренера Стойчо Младенова було звільнено, Дерменджиєв очолював команду в 4 матчах чемпіонату та одному за національний кубок, поки клуб не знайшов нового головного тренера, яким став Іцхак Шум, а Дерменджиєв повернувся до роботи асистентом.
У лютому 2008 року Дерменджиєв перейшов на роботу асистентом у клуб «Ботев» (Пловдив), а вже влітку обійняв цю ж посаду у «Слівені». Вже у листопаді головний тренер Драголюб Симонович був звільнений і Дерменджиєв очолив команду вищого дивізіоні, тренуючи її до кінця сезону.
У 2011 році Дерменджиєв став помічником Івайло Петева у клубі «Лудогорець», а згодом працював помічником його наступника Стойчо Стоєва. 31 липня 2014 року Дерменджиєв замінив Стоєва на посаді головного тренера «Лудогорця» після домашньої нічиєї 0:0 проти белградського «Партизану» у кваліфікаційному матчі Ліги чемпіонів. Георгій зумів матч-відповідь у Сербії звести внічию 2:2, пройшовши далі за правилом виїзного голу, а у вирішальному раунді підопічні Дерменджиєва виграли в серії пенальті у «Стяуа», завдяки чому Дерменджиєв став першим тренером, який кваліфікував команду до групового етапу Ліги чемпіонів. 22 жовтня 2014 року він став першим болгарським тренером, який здобув перемогу у груповому етапі Ліги чемпіонів, коли «Лудогорець» переміг «Базель». У сезоні 2014/15 років він виграв чемпіонат Болгарії, а також його було названо найкращим тренером Болгарії 2014 року.
Дерменджиєв покинув клуб 31 травня 2015 року, по завершенні сезону, але після того, як «Лудогорець» невдало став виступати під керівництвом його наступників Бруно Рібейро та Едуарда Ераносяна, Георгія знову призначили головним тренером 6 листопада. Дерменджиєв повернув команді впевненість, вигравши з нею надалі двічі поспіль чемпіонат, а також у сезоні 2016/17 років знову вивів команду до групового етапу Ліги чемпіонів. Відповідно, «Лудогорець» став першою болгарською командою, яка двічі кваліфікувалася до групового етапу турніру, при цьому обидва рази під керівництвом Дерменджиєва. У групі болгарам навіть вдалося посісти третє місце і вийти до Ліги Європи, продовживши свій успішний сезон. Втім вже на самому початку наступного сезону, 9 серпня 2017 року Дерменджиєв пішов у відставку після того, як команда сенсаційно програла Суперкубок Болгарії 2017 року.
9 січня 2018 року Дерменджиєв підписав контракт з командою казахстанської Прем'єр-ліги «Ордабаси», але залишив посаду вже у червні через фінансові проблеми клубу.
22 січня 2019 року Дерменджиєв був призначений головним тренером столичного клубу «Левські», але і тут надовго не затримався і його було звільнено 29 квітня 2019 року.
У жовтні 2019 року Дерменджиєва було призначено головним тренером національної збірної Болгарії. Команда під його керівництвом не пройшла кваліфікацію на Євро-2020 і посіла останнє місце в групі B Ліги націй УЄФА 2020/21, вилетівши до Ліги С. Через це у грудні 2020 року Футбольний союз оголосив, що Дерменджиєв не продовжуватиме обіймати посаду головного тренера збірної.
У жовтні 2023 року Дерменджиєва втретє було призначено головним тренером «Лудогорця». Він успішно привів команду до 13-го поспіль чемпіонського титулу, але у серпні 2024 року Георгій пішов у відставку з посади головного тренера після вильоту клубу з Ліги чемпіонів від азербайджанського «Карабаху».

## Титули і досягнення

### Як гравця
- Володар Кубка Болгарії (1):

«Славія» (Софія): 1980

### Як тренера
- Чемпіон Болгарії (4):

«Лудогорець»: 2014/15, 2015/16, 2016/17, 2023/24
- Володар Суперкубка Болгарії (2):

«Лудогорець»: 2014, 2023